# 테일러 프리츠

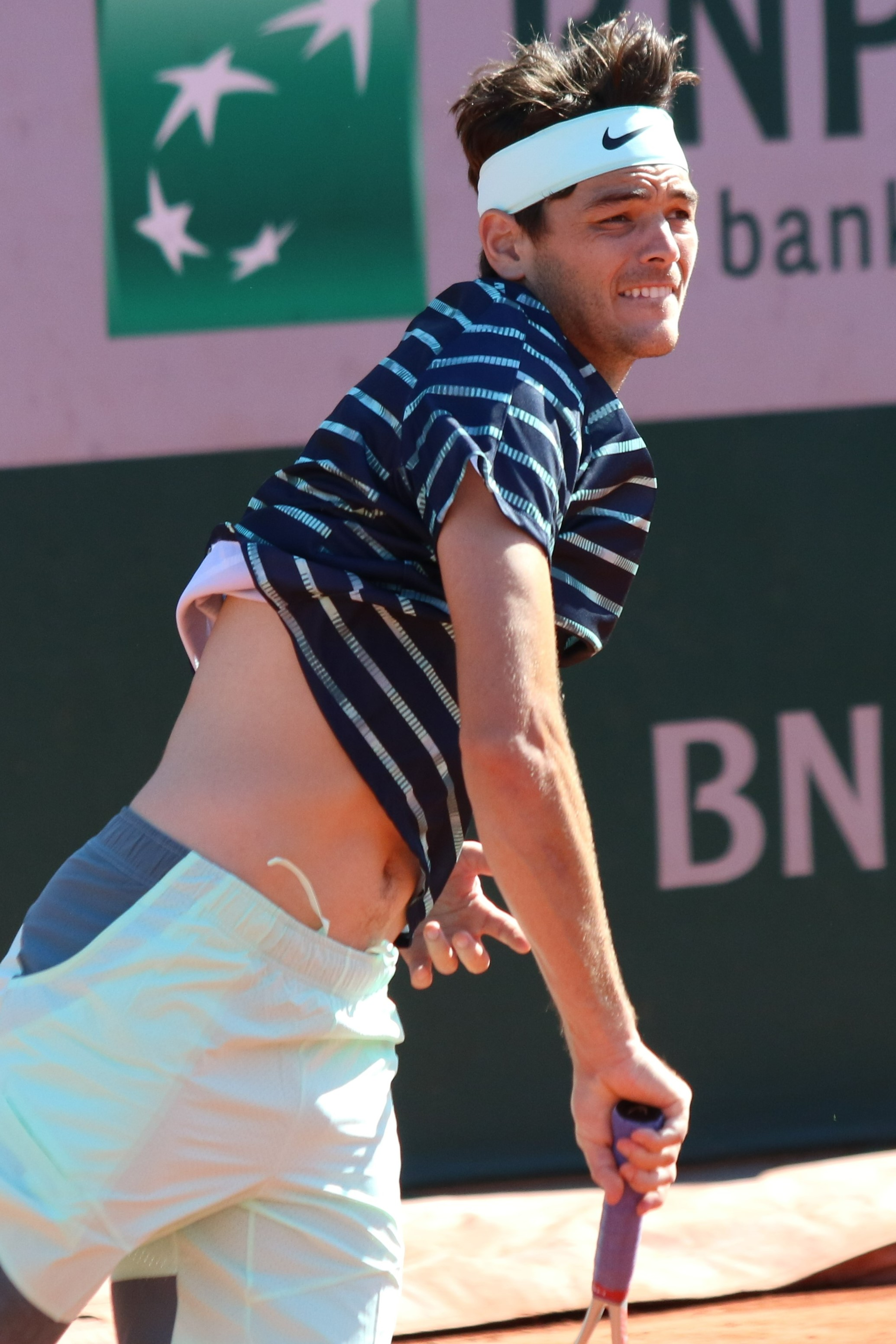
2022년 프랑스 오픈 당시 모습

테일러 프리츠(Taylor Fritz, 본명: 테일러 해리 프리츠, Taylor Harry Fritz, 1997년 10월 28일 ~ )는 미국의 프로 테니스 선수이다. 플레이스타일은 오른손잡이, 양손 백핸드이다. 2023년 2월 27일에 달성한 ATP 단식 세계 5위라는 통산 최고 기록을 보유하고 있으며, 2021년 7월 26일에 달성한 복식 순위 104위를 보유하고 있다. 프리츠는 인디언 웰스의 마스터스 1000 타이틀을 포함하여 8개의 ATP 투어 단식 타이틀을 획득했다. 그의 최고의 그랜드 슬램 (테니스) 결과는 2024년 US 오픈 결승 진출이다. 미국 남자 단식 선수 1위이다.
프리츠는 자신의 세 번째 통산 이벤트인 2016 멤피스 오픈에서 첫 ATP 결승에 진출했다. 단 한 명의 미국인 존 이스너만이 더 적은 수의 경력 이벤트에서 ATP 결승에 진출했다. 2015년 US 오픈에서 주니어 메이저 단식 우승을 차지했고, 2015년 프랑스 오픈에서는 주니어 단식 준우승을 차지했다.

## 월드팀테니스
프리츠는 월드 팀테니스에서 세 시즌을 뛰었으며 2015년 샌디에고 에비에이터스에서 데뷔했다. 이후 2018년과 2019년에 에비에이터스에서 두 시즌을 더 뛰었다. 프리츠는 더 그린브리어에서 열린 2020 WTT 시즌 동안 필라델피아 프리덤스에 합류했다. 프리덤스는 1번 시드로 WTT 플레이오프에 진출했지만, 결국 준결승에서 뉴욕 엠파이어에 패했다. 프리츠는 WTT 2020 남성 MVP로 선정되었다.